# Arbeitsvermittler
Die Tätigkeit eines Arbeitsvermittlers ist auf die Vermittlung von Arbeitssuchenden in Beschäftigung ausgerichtet. Sie kann im öffentlichen oder privaten Auftrag erfolgen. In Deutschland sind die meisten Arbeitsvermittler Mitarbeiter der Bundesagentur für Arbeit oder der Jobcenter, die zu ihrer Unterstützung Dritte mit der Vermittlung oder mit Teilaufgaben der Vermittlung (z. B. Bewerbungscoaching) beauftragen können.
In Deutschland sind Arbeitsvermittler
- im öffentlichen Dienst bei staatlichen Arbeitsvermittlungen wie den lokalen Agenturen für Arbeit, den Jobcentern der Bundesagentur für Arbeit sowie der sog. Optionskommunen beschäftigt, wobei die Arbeitsvermittler in den Jobcentern persönliche Ansprechpartner (pAp) heißen; oder sie arbeiten
- als Angestellte oder Selbständige bei privaten Arbeitsvermittlungen.

## Geschichte
Erste Ansätze einer Arbeitsvermittlung in Deutschland gehen auf die Krise 1834–1837 und die nachfolgenden Hungerjahre zurück. Die Leiterin der Dresdner Armen-Arbeitsanstalt Henriette Heber (1795–1869) gründete 1840 den „Verein für Arbeit und Arbeiternachweisung“ in Dresden. 1893 kam in Folge eines reichsweiten Kongresses des Freien Deutschen Hochstifts in Frankfurt zur sozialen Lage von Erwerbslosen der Vorschlag auf, kommunale Einrichtungen zur Arbeitsvermittlung zu schaffen, die Meldungen freier Arbeitsplätze entgegennehmen und sie Arbeitssuchenden zur Verfügung stellen. 1895 gründete München nach dem Vorbild von Stuttgart und Karlsruhe einen kommunalen Zentralarbeitsnachweis. In den Jahren vor dem Ersten Weltkrieg folgten weitere Kommunen und Länder, die eine öffentliche Arbeitsvermittlung (z. B. in Münster, Bielefeld, Wiesbaden und Bayern) in sog. Arbeitsnachweisämtern einrichteten. Diese Aktivitäten wurden teils in enger Verbindung mit kirchlichen und privaten Fürsorgeeinrichtungen durchgeführt.
Am Ende des Ersten Weltkrieges (1914–1918) wurde das Deutsche Heer aufgrund der Bestimmungen des Versailler Vertrages radikal verkleinert; Millionen Soldaten wurden entlassen und kehrten nach Hause zurück. Die Kriegsökonomie musste wieder auf eine Friedenswirtschaft umgestellt werden; viele Kriegsinvalide litten Not; eine Inflation (sie währte von 1914 bis 1923) behinderte die Wirtschaft. Diese Faktoren (und auch der Wunsch der Gewerkschaften, die Arbeitsvermittlung im ganzen Deutschen Reich einheitlich zu regeln), führten 1920 zu der Errichtung des Reichsamts für Arbeitsvermittlung und 1922 zum Arbeitsnachweisgesetz (ANG), das die Arbeitsvermittlung auf kommunaler Ebene organisierte und das Reichsamt für Arbeitsvermittlung in der Reichsarbeitsverwaltung unterbrachte. Die Koppelung von Arbeitsvermittlung und Arbeitslosenversicherung, wie sie heute noch in Deutschland charakteristisch ist, kam erst mit dem Gesetz über Arbeitsvermittlung und Arbeitslosenversicherung (AVAVG) vom 16. Juli 1927 (in Kraft ab 1. Oktober 1927) zustande; dieses war auch die gesetzliche Grundlage für die Errichtung der Reichsanstalt für Arbeitsvermittlung und Arbeitslosenversicherung (RAfAuA).

## Agentur für Arbeit und Jobcenter
Arbeitsvermittler sind im Wesentlichen im öffentlichen Dienst in den Agenturen für Arbeit und den Jobcentern tätig. Sie beraten dort Arbeitslose und andere Ratsuchende u. a. im Hinblick auf offene Stellenangebote auf dem Arbeitsmarkt und sie informieren über Möglichkeiten bezüglich Arbeitsaufnahme, Weiterbildung, anderer Leistungen nach dem Sozialgesetzbuch und Förderung der Existenzgründung. Darüber hinaus sind Arbeitsvermittler auch Ansprechpartner der regional ansässigen Firmen und Wirtschaftsverbände (Arbeitgeber).
Zu den Aufgaben im Bereich der Bundesagentur tätigen Arbeitsvermittler gehören im Einzelnen
- die Beratung arbeitsloser bzw. arbeitssuchender Bürger und die Unterstützung bei deren Integration in Arbeit
- die Arbeitgeberberatung: qualifizierte umfassende Beratung im Innen- und Außendienst, proaktive Stellenakquisition sowie spezielle Kampagnen für Arbeitgeber;
- die Unterstützungsfunktion für die Stellenbesetzung: Dienstleistungen im Kontext und Nachfolge der Stellenentgegennahme wie Absprachen über Art der Stellenveröffentlichung, die Anzahl der Vermittlungsvorschläge oder Nachhalten der qualifizierten Erstreaktion;
- integrationsunterstützende Maßnahmen: Veranlassung von Arbeitsplatzbesichtigungen und Stellungnahmen des Technischen Beratungsdienstes, Arbeitsmarktprüfungen im Rahmen von Arbeitserlaubnisprüfungen und für Saisonkräfte; ferner arbeitgeberorientierte Leistungsberatung und die Bearbeitung des Rücklaufes von Vermittlungsvorschlägen.[3]

Viele Aktivitäten werden jedoch im Rahmen von Vergabeverfahren an private Dienstleister ausgegliedert. Eine Studie von Strotmann ergab, dass im ersten Halbjahr 2004 nur ca. 13 Prozent der Personaleinstellungen einer Betriebsstichprobe in Baden-Württemberg auf die Tätigkeit der Agenturen zurückgeführt werden konnten.
Während durch das SGB II klientenbezogene Strategien und ein beschäftigungsorientiertes Fallmanagement eingeführt wurden, setzt die Vermittlung im Bereich des SGB III auf die Standardisierung der Leistungen (sog. Handlungsprogramme). Daraus resultiert in vielen Fällen ein Konflikt zwischen professionellem Selbstverständnis der Vermittler und bürokratischen Vorgaben der Organisation.
Widersprüchliche Anforderungen an die Vermittler werden jedoch auch in den Jobcentern beklagt, die in diesem Bereich tätig sind. Konflikte zwischen fördernder und sanktionierender Aktivierung sowie zwischen klienten- und arbeitgeberorientierter Vermittlung sind hier offenkundig. Während die aus den kommunalen Sozialverwaltungen stammenden Beschäftigten der Jobcenter oft ein sozialintegratives Beratungskonzept mit schwieriger Klientel praktizieren und meist einen sozialpädagogischen Qualifikationshintergrund aufweisen, sind die aus der Arbeitsverwaltung entsandten Mitarbeiter gemäß ihrem beruflichen Selbstverständnis eher als Makler tätig und orientiert auf schnelle Integration in den ersten Arbeitsmarkt. In den Jobcentern werden jedoch heute auch viele Quereinsteiger aus unterschiedlichen Berufen – oftmals mit befristeten Arbeitsverträgen – als Persönliche Ansprechpartner (pAp) beschäftigt. Auch unterschiedliche Tarife, Dienstvereinbarungen und Qualifikationsvoraussetzungen von Beschäftigten der Sozialverwaltung und der BA behindern eine gerechte Verteilung der Arbeit.

## Ausbildung und Weiterbildung
Bis 2005 bot die Fachhochschule des Bundes, Fachbereich Arbeitsverwaltung in Mannheim und Schwerin den Studiengang Arbeitsförderung an, der vielen Absolventen den Zugang zur Tätigkeit als Arbeitsvermittler ermöglichte. Seit 2006 bietet die Hochschule der Bundesagentur für Arbeit – eine staatlich anerkannte Fachhochschule für Arbeitsmarktmanagement – mit Sitz in Mannheim und Schwerin, einen Studiengang Arbeitsmarktmanagement an, der u. a. auf die Tätigkeit eines Arbeitsvermittlers vorbereitet.
Als Weiterbildung für Quereinsteiger aus anderen Berufen, die in Jobcentern oder Optionskommunen als Arbeitsvermittler tätig werden, ist in Deutschland auch das international anerkannte Zertifikat Global Career Development Facilitator (GCDF) verbreitet (bis 2013 über 700 Personen).

## Private Arbeitsvermittler (PAV)
Im August 1994 fiel das Vermittlungsmonopol der Bundesanstalt für Arbeit und im März 2002 die Erlaubnispflicht. Die Erlaubnis musste formell beim zuständigen Landesarbeitsamt beantragt werden. Dazu waren entsprechende Angaben des Antragstellers nötig, die überprüft wurden und bei Unbedenklichkeit wurde die Erlaubnis zunächst befristet erteilt. Nach Ablauf musste erneut ein Antrag gestellt werden und diesem wurde i. d. R. unbefristet stattgegeben. Seitdem ist private Arbeitsvermittlung (PAV) ein freies Gewerbe.
Private Arbeitsvermittler arbeiten einerseits für alle, die Arbeit suchen (also für Arbeitssuchende oder Wechselinteressierte) und andererseits für Unternehmen und Institutionen, welche Personal suchen. Die Honorierung der Arbeit bzw. Dienstleistung kann vom Stellensuchenden, vom Arbeitgeber oder auch vom Staat (z. B. Bundesagentur für Arbeit) übernommen werden. Private Arbeitsvermittler vermitteln auch Arbeitssuchende gegen von der Arbeitsagentur ausgegebene Vermittlungsgutscheine nach § 45 Abs. 4 Satz 3 Nr. 2 SGB III im Wert von grundsätzlich 2.000 € (seit 1. Januar 2008 in definierten Ausnahmefällen bis zu 2.500 €).
Ihre Dienstleistung besteht neben der aktiven Vermittlung in ein gewünschtes Arbeitsverhältnis in Hilfen für den Bewerber wie Profiling, Coaching und Erstellen von Bewerbungsunterlagen (Lebenslauf, Anschreiben etc.). Diese sind bei einer Vermittlung nach § 45 SGB III kostenlos durch die Arbeitsvermittler zu erbringen. PAV müssen, wenn sie einen AVGS abrechnen wollen, zertifiziert sein. (Dekra, TÜV etc.) Diese Zertifizierung muss jährlich erneuert werden, Seit Anfang 2022 beträgt der AVGS 2500 € gesplittet nach 6 Wochen Beschäftigung und nach 6 Monaten Beschäftigung. Berufsverband der privaten Arbeitsvermittler ist der RdA e. V.

## Der Vermittlungsgutschein (AVGS-MPAV)
Im Jahr 2002 wurde der Vermittlungsgutschein (VGS) eingeführt, um den Wettbewerb zwischen staatlichen und gewerblichen (freien/privaten) Arbeitsvermittlern zu fördern. In den Folgejahren wurde dieses arbeitsmarktpolitische Instrument, das in dem zum 31. März 2012 aufgehobenen § 421g SGB III geregelt war, von der Politik immer wieder befristet fortgeführt und verändert. Mit Wirkung zum 1. April 2012 ist eine neue, unbefristete Regelung in Kraft getreten, durch die der Vermittlungsgutschein zum Aktivierungs- und Vermittlungsgutschein (AVGS) weiterentwickelt wurde. Dabei wurden für den Bereich der Arbeitsvermittlung alle bisherigen wesentlichen Regelungen übernommen.
Der Vermittlungsgutschein ist ein arbeitsmarktpolitisches Instrument,
- welches von den Betroffenen selbst eingesetzt werden kann;
- welches ausschließlich erfolgsabhängig und unmittelbar wirkt: Eine Vermittlungsgebühr wird nur ausgezahlt, wenn Vermittlung in Arbeit tatsächlich erfolgt ist und die Beschäftigung mindestens 3 Monate andauert. Abrechenbar sind die 2000,00 Euro in zwei Raten, die erste Rate nach 6 Wochen, die zweite nach 6 Monaten. In diesem Betrag ist die Mehrwertsteuer enthalten, die davon noch abgeführt wird; Mehrwertsteuer ist durch Anerkennung der PAV als soziale Träger der Arbeitsförderung entfallen. Höhe AVGS seit 2022 2500 € / Schwerbehinderte 3000 €.
- welches die direkte Vermittlung in eine sozialversicherungspflichtige Beschäftigung verlangt.

Mit dem Vermittlungsgutschein bestätigt der Aussteller (Agentur für Arbeit, Jobcenter), dass er in die Zahlungsverpflichtung des Vermittelten eintritt und stellt diesen von der Zahlung frei.
Gesetzliche Grundlagen für den Vermittlungsgutschein sind § 45 Abs. 4 – 7, § 296 SGB III sowie § 16 Abs. 1 Satz 1 Nr. 2 SGB II.

## Internationalisierung der Arbeitsvermittlung
Im Zuge der Entwicklung des Europäischen Binnenmarktes, mit der Niederlassungsfreiheit, aber insbesondere nachdem die Folgen der Finanzkrise 2008/09 in Südeuropa zu einer Massenarbeitslosigkeit geführt haben, gibt es verstärkte Ansätze zu einer Europäisierung bzw. Internationalisierung der Arbeits- und Ausbildungsplatzvermittlung. Bisher leben und arbeiten aber nur ca. 2 Prozent der Bürger der EU in anderen EU-Ländern. Die EURES-Berater (European Employment Services) der Arbeitsagenturen sind spezialisiert auf internationale Stellenvermittlung und informieren auch über Lebens- und Arbeitsbedingungen im Ausland.

## Arbeitsvermittler in Österreich
Die Mitarbeiter des österreichischen Arbeitsmarktservice haben ähnliche Aufgaben wie die der deutschen Arbeitsagentur. Auch hier gibt es Vermittlungsgutscheine, die private Personalvermittler für erfolgreiche Vermittlungen erhalten. Auch Zeitarbeitsfirmen spielen eine bedeutende Rolle bei der Vermittlung. Der AMS gehört seit 2005 neben den skandinavischen Vermittlungsdiensten zu den ersten Arbeitsverwaltungen, die von den Kunden selbst abrufbare und EDV-basierte Stelleninformationssysteme entwickelten. Die Interessenten können hierbei mit den Arbeitsplatzanbietern direkten E-Mail-Kontakt aufnehmen. Ebenso können Unternehmen Kontakt mit Personen aufnehmen, die Inserate darin erstellten.
Darüber hinaus gibt es auch durch das Arbeitsmarktservice beauftragte Organisationen, die Arbeitsvermittlung für spezielle, schwierig zu vermittelnde Personengruppenanbieten (z. B. Langzeitarbeitslose, Mindestsicherungsbezieher), häufig auch in Kombination mit gemeinnütziger Arbeitskräfteüberlassung.

## Arbeitsvermittler in der Schweiz
Rechtsgrundlage ist das Arbeitsvermittlungsgesetz (AVG). Es regelt die private Arbeitsvermittlung und die Arbeitnehmerüberlassung. Wer regelmäßig und gegen Entgelt Stellensuchende mit Arbeitgebern zusammenführt, benötigt eine Vermittlungsbewilligung. Wer Arbeitnehmer anstellt und sie gewerbsmäßig Kunden zum Arbeitseinsatz zur Verfügung stellt, benötigt eine Verleihbewilligung. Ist die Vermittlung bzw. der Verleih grenzüberschreitend, ist eine Bewilligung des Bundes nötig.
Die Schweizerische Arbeitsmarktbehörde ist verantwortlich für das Arbeitsvermittlungs- und das Arbeitslosenversicherungsgesetz. Ihre Partner bei der Durchführung dieser Aufgaben sind die Kantone, die Regionalen Arbeitsvermittlungszentren (RAV), die Logistikstellen für arbeitsmarktliche Maßnahmen und die Arbeitslosenkassen.
In der Schweiz werden private Arbeits- und Stellenvermittler auch als Temporärbüro bezeichnet.

## Tätigkeit der Arbeitsvermittler in anderen Ländern

### Niederlande
Die öffentliche Arbeitsvermittlung UWV (Uitvoeringsinstituut Werknemers Verzekeringen) WERKbedrijf ging aus verschiedenen Einrichtungen der Sozialversicherung und Gesundheitsvorsorge hervor. Im Jahr 2009 wurden diese mit den ehemaligen Arbeitsämtern verschmolzen, deren Aufgaben UWV seither ebenfalls durchführt. UWV hilft bei der Stellensuche, berät, informiert und vermittelt Hilfen. Sie ist in ein Netzwerk von Partnern und Zeitarbeitsagenturen eingebunden, sodass die meisten bei diesen Partnern gemeldeten freien Stellen auch in der Online-Datenbank des WERKbedrijf veröffentlicht werden.
Private Arbeitsagenturen und Zeitarbeitsfirmen spielen eine bedeutende Rolle bei der Vermittlung. Die Zeitarbeitsfirmen sind in der Regel in oder neben den staatlichen Jobcentern untergebracht und übernehmen auch die Betreuung schwer vermittelbarer Personen nach 12 Monaten.

### Vereinigtes Königreich
Das britische System der Arbeitsvermittlung ist stark zentralisiert. Zuständig ist das Ministerium für Arbeit und Renten (DWP). Zugleich ist das System jedoch das liberalste in der EU. Seit 1909 gibt es eine staatliche Arbeitsvermittlung, die zunächst überwiegend für Gelegenheitsarbeiter gedacht war. Hauptarbeitsvermittler in Großbritannien sind heute die staatlichen Arbeitsämter, die Job Centres (seit 2002 offiziell: Jobcentre Plus service), die auch für die Arbeitslosenunterstützung zuständig sind. Daneben gibt es schon seit 1893 zahlreiche private Vermittlungsagenturen, deren Tätigkeit allerdings erst 1973 vollständig liberalisiert wurde. Häufig sind sie auf bestimmte Berufsgruppen und Arbeitsgebiete spezialisiert und/oder arbeiten im Unterauftrag der Job Centres.
Die Vermittlung von Arbeitsuchenden durch den Jobcentre Plus service wird nach 12 Monaten an private Träger ausgelagert, die oft auch schwer vermittelbare Gruppen erfolgreich betreuen. Die staatliche Vermittlung kann auch von ausländischen Interessenten genutzt werden. Eine Overseas Placing Unit (OPU) vermittelt Stellenangebote und -gesuche aus anderen EU-Ländern und hilft ausländischen Bewerbern. Den jungen Arbeitssuchenden zwischen 16 und 25 Jahren helfen die Careers Offices weiter. Die Online-Datenbank der staatlichen Arbeitsvermittlung bezieht auch deren Informationsquellen ein und hat eine Million Besucher pro Woche. Callcenter spielen eine wachsende Rolle auch bei der staatlichen Arbeitsvermittlung.

### Irland
Die nichtkommerzielle Arbeitsvermittlung leistet in Irland die Foras Aiseanna Saothar / Training and Employment Authority (FAS). Sie unterhält neben der Zentrale regionale Büros im ganzen Land und vermittelt sowohl einheimische als auch ausländische Interessenten. Während die FAS für die Provinz eine große Bedeutung hat, sind in der irischen Hauptstadt Dublin private Stellenvermittler stark vertreten. Bezahlt werden sie oft, aber nicht immer von den Arbeitgebern. Häufig werden Stellen nicht direkt von Unternehmen, sondern von beauftragten Vermittlern ausgeschrieben. Bewerber wenden sich nur an diese, die auch die Vorauswahl und erste Vorstellungsgespräche durchführen. Seriöse Arbeitsvermittler haben eine staatliche Lizenz der Employment Agency Section des Department of Enterprise and Employment.

### Frankreich
Die französische Arbeitsvermittlung Agence national pour l'emploi (ANPE) ist öffentlich organisiert und stark zentralistisch ausgerichtet, jedoch werden viele Aufgaben im Rahmen von Vergabeverfahren an private Dienstleister ausgegliedert. Hier ist der Druck der Wirtschaft in Richtung stärkerer Regionalisierung und Privatisierung stark ausgeprägt, während die Gewerkschaft SNU-ANPE seit 10 Jahren gegen die Privatisierung der Vermittlung kämpfen. Für Akademiker und Führungskräfte gibt es eine spezielle Arbeitsvermittlung in Frankreich, die Agence pour l'emploi des Cadres (APEC) mit jährlich etwa 400.000 privaten und 25.000 Unternehmenskunden.

### Italien
Die italienischen Arbeitsvermittler sind meist Angestellte des örtlichen Centro per l’Impiego oder Centro di Iniziativa Locale per l’Occupazione (CILO). Eine Anlaufstelle für Arbeit suchende junge Menschen sind die lokalen Informagiovani. Auskünfte zu Fortbildungen und der Arbeitssuche erteilen die Centri d’Informazione Disoccupati (DIS) der Gewerkschaften. Die übergeordnete Behörde aller Arbeitsämter ist das Ministero del Lavoro e della Previdenza Sociale. Die Zulassung privater Agenturen zur Arbeitsvermittlung und Arbeitnehmerüberlassung ist an strenge Anforderungen gebunden. So müssen sie in Form einer Kapitalgesellschaft oder Genossenschaft organisiert sein.

### Spanien
Für die Arbeitsvermittlung ist in Spanien der Servicio Público de Empleo Estatal sachlich zuständig, der in jeder Provinz über eine Niederlassung (Dirección Provincial del Servicio Público de Empleo Estatal) verfügt. Die Mitarbeiter der lokalen oficinas de empleo (Arbeitsämter) beraten Arbeitslose bei Stellenvermittlung, Berufswahl, Weiterbildungsmaßnahmen und Beschäftigungsförderungsmaßnahmen und nehmen Anträge auf Arbeitslosenleistungen entgegen. Die Arbeitsvermittlung durch Zeitarbeitsfirmen ist in Spanien streng geregelt. Seit 1995 gibt es auf dem spanischen Arbeitsmarkt auch private Arbeitsvermittler. Die Gebühr für eine Vermittlung trägt entweder der Arbeitgeber oder der Arbeitnehmer. Die Preise dürfen bestimmte staatlich festgelegte Höchstgrenzen nicht überschreiten.

### Dänemark
Die dänische Arbeitsvermittlung wurde 2009 kommunalisiert. Anders als bei den deutschen Optionskommunen werden die kommunalen Jobcenter über staatliche Zielvorgaben und eine entsprechende Ressourcenzuteilung gesteuert. Es gibt eine strikte Aktivierungspolitik bei der Integration von Migranten und ein Benchmarking zwischen den Kommunen im Hinblick auf Vermittlungs- und Integrationsdauer, was in den letzten Jahren zu verbesserten Vermittlungserfolgen geführt hat. Entlassene dänische Arbeitskräfte Mitarbeiter haben Anspruch auf ein Arbeitslosengeld von bis zu 90 Prozent des letzten Gehalts. Dafür sind sie verpflichtet, jede Beschäftigung anzunehmen, die ihnen der Arbeitsvermittler anbietet, sonst wird ihnen die Unterstützung gestrichen. Die Mitarbeiter der einzelnen Jobbutiken können sich ganz auf die Vermittlung konzentrieren. Die Berechnung von Leistungsansprüchen ist Sache der Arbeitslosenkassen, die oft mit den Gewerkschaften verbunden sind. So bleibt den Vermittlern mehr Zeit, individuelle Handlungspläne für die Arbeitssuchenden zu entwerfen oder mit den Arbeitgebern Kontakt durch Betriebsbesuche zu halten.

### Schweden
Die schwedische Arbeitsvermittlung (Arbetsförmedlingen) arbeitet ähnlich wie die Bundesagentur für Arbeit. Telefon und Internet spielen aber eine größere Rolle bei der Vermittlung. Eine schwedische Zeitung berichtete im Jahr 2006, dass ein Arbeitsvermittler in einem schwedischen Arbeitsamt im Durchschnitt einen Job pro Jahr vermittelt. Dies förderte ein Untersuchungsbericht des vom schwedischen Reichstag eingesetzten Ermittlungsausschusses RUT zu Tage. Die Untersuchung ergab ferner, dass 75 % aller Jobs über Kontakte vermittelt werden und dass in 90 % aller Fälle das Arbeitsamt gar nicht beteiligt war. Die bürgerliche Opposition machte hierfür den Mangel an (privater) Konkurrenz verantwortlich.

### Russland und Belarus
Die russische Föderale Agentur für Arbeit hat einen im Vergleich zu vielen westeuropäischen Ländern relativ hohen Einschaltungsgrad in die Arbeitsvermittlung. Er soll bei ca. 15 % liegen. Daneben gibt es zahlreiche private Agenturen und NGO, die sich mit Arbeitsvermittlung befassen. Rostrud fördert auch Existenzgründungen, Umschulung, Weiterbildung sowie seit der Krise von 2009 auch temporäre Arbeitsbeschaffungsmaßnahmen. Seit 2009 verfügt Rostrud auch über eine Online-Stellenbörse, die auch in Belarus genutzt wird.

### USA
Während der Großen Depression wurde 1933 in den USA der United States Employment Service gegründet. Er nahm nach und nach die Arbeit in allen Bundesstaaten auf und spielte eine Rolle bei Arbeitsbeschaffungsmaßnahmen und bei der Organisation der Kriegswirtschaft 1941–1945. Häufig sah er sich dem Vorwurf der Rassendiskriminierung ausgesetzt.
Städte und Kommunen verfügen in den USA über keine Arbeitsämter. Daher hat das U.S. Department of Labor eine eigene Website einrichtet, um Tipps zur Arbeitsuche in den USA und Hinweise zu rechtlichen Besonderheiten zu geben. Die Vermittlung ist weitgehend dereguliert. Die meisten Vermittlungen erfolgen mit Hilfe des Internets oder durch Anzeigen in Tageszeitungen. Es gibt jedoch auch ein dichtes Netz an kleinen und mittleren privaten Vermittlungsagenturen, die oft hochspezialisiert sind und bei der Arbeitsuche helfen können. Hierbei werden zwei Formen unterschieden:
- Vermittler (Recruiter) mit Provision von Unternehmen (das ist der häufigere Fall)
- Vermittler mit Gebühren vom Arbeitnehmer

Das US-Gesetz lässt dem Vermittler die Wahl, sich für eine der Varianten zu entscheiden.
Daneben sind auch kirchliche Stellen und soziale Initiativen bei der Arbeitsmarktintegration von benachteiligten Gruppen (z. B. Migranten) tätig, oft im Rahmen staatlich geförderter Projekte.

### Australien
Die staatliche australische Arbeitsvermittlung Employment National befindet sich in einem Prozess der Umstrukturierung. So sind die meisten lokalen Büros privatisiert worden. Insbesondere die Vermittlung von Zeitarbeit ist fast völlig dereguliert. Jobmessen und das Internet spielen bei der Arbeitsvermittlung in dem dünn besiedelten Kontinent eine große Rolle.

### Japan
Das öffentliche Arbeitsamt (Hello Work) ist eine staatliche Einrichtung für Beratung und gebührenfreie Vermittlung von Arbeitsplätzen. Getrennt davon sind Berufsberatungszentren und Vermittlungszentren für Ausländer (gaikokujin koyô sâbisu sentâ). Der Arbeitsmarkt wurde im Jahre 2004 weitgehend liberalisiert. Private Vermittler spielen vor allem im Bereich der Zeit- und Leiharbeit eine Rolle, in der bereits über ein Drittel der Erwerbstätigen in Japan tätig sind.

### China
Seit der Einführung der freien Arbeitsplatzsuche in China ist auch die Arbeitsvermittlung teilweise liberalisiert. Neben dem System der staatlichen Arbeitsämter, das über eine Online-Datenbank verfügt, auf das Arbeitgeber kostenlos zugreifen können, in dem aber häufig nur gering qualifizierte Arbeitsuchende (oft mit veralteten Daten) erfasst sind, ist ein Netz von privaten oder halbstaatlichen Jobvermittlungen, Human Resource-Firmen und Zeitarbeitsagenturen entstanden.
Daneben spielten private Netzwerke und lokale Schwarzmärkte für gering qualifizierte Arbeitskräfte eine große Rolle. Hauspersonal wird seit den 1990er Jahren v. a. vom Beijinger Frauenverband vermittelt.
Über 200 Millionen teils hochqualifizierter Arbeitssuchende können jedoch nur auf quantitativ unzureichende (teils auch sehr teure oder noch wenig professionell arbeitende) Kapazitäten in der Vermittlung zurückgreifen.
Wachstumsungleichgewichte und der Abbau des staatlichen Sektors führen nach wie vor zu einem erheblichen regionalen, sektoralen und qualifikatorischen "Mismatch" auf dem Arbeitsmarkt sowie zu massiver Binnenmigration, denen das Vermittlungssystem noch kaum gewachsen ist. Teilweise herrscht bereits demographisch bedingter Arbeitskräftemangel. Während einerseits China International Contractors Association (ChinGG) als staatlich finanzierte Non-Profit-Organisation die im Auftrag des Wirtschaftsministeriums die Vermittlung ausländischer Spezialisten nach China und chinesischer Arbeitskräfte ins Ausland übernimmt und die Hochschulen ihre Career Services ausbauen, werden Millionen von Wanderarbeitern in dem noch aus planwirtschaftlichen Zeiten stammenden Meldesystem erfasst. Der Standard des Electronic recruiting entspricht etwa europäischem Niveau. Der Trend geht eindeutig in Richtung flexibler informeller Beschäftigung.
Über die Qualifikation der Arbeitsvermittler und -berater ist wenig bekannt. Im Bereich der Beratung und Vermittlung von Hochschulabsolventen spielt das von 3.000 Personen erworbene internationale Zertifikat Global Career Development Facilitator eine gewisse Rolle.